# 克利福德 (密蘇里州)
克利福德（英語：Clifford）是位於美國密蘇里州波爾克縣的鬼鎮。

## 歷史
克利福德的郵局於1904年設立，其後於1914年停運。

## 地理
克利福德所處的海拔為高於海平面301米（即988英呎），而該地所採用的時區為UTC-6，即北美中部時區（CST）。同時該地設有夏令時間，為UTC-6調快一小時，即UTC-5（CDT）。